# 요시미 나쓰키
요시미 나쓰키(일본어: 吉見夏稀, 1993년 8월 5일~)는 일본의 축구 선수이다.

## 참고 문헌
- “화천 국민체육진흥공단 WFC 선수 프로필”. 《국민체육진흥공단 경주사업총괄본부》. 국민체육진흥공단.